# 戸崎新町
戸崎新町（とさきしんまち）は、愛知県岡崎市の町名である。岡崎地区に位置する。丁番を持たない単独町名であり、小字は設置されていない。

## 地理
岡崎市の南部に位置し長方形型をしている。7つの番地が置かれ、丁目並びに小字は置かれていない。

### 番地
- 1
- 2
- 3
- 4
- 5
- 6
- 7

## 世帯数と人口
2019年（令和元年）5月1日現在の世帯数と人口は以下の通りである。
| 町丁     | 世帯数  | 人口  |
| -------- | ------- | ----- |
| 戸崎新町 | 126世帯 | 266人 |

### 人口の変遷
国勢調査による人口の推移
| 1995年（平成7年）  | 369人 | [ 6 ]  |  |
| 2000年（平成12年） | 353人 | [ 7 ]  |  |
| 2005年（平成17年） | 313人 | [ 8 ]  |  |
| 2010年（平成22年） | 275人 | [ 9 ]  |  |
| 2015年（平成27年） | 268人 | [ 10 ] |  |

## 小・中学校の学区
市立小・中学校に通う場合、学区は以下の通りとなる。
| 番・番地等 | 小学校             | 中学校           |
| ---------- | ------------------ | ---------------- |
| 全域       | 岡崎市立羽根小学校 | 岡崎市立南中学校 |

## 歴史
額田郡戸崎村の一部を前身とする。

### 沿革
- 1980年（昭和55年）3月18日 - 岡崎都市計画南部土地区画整理事業により戸崎町と六名町の各一部から分離された[1]。

## 施設
- スーパー銭湯 葵湯[12]

## 交通
道路
- 愛知県道483号岡崎幸田線（電車通り）

## その他

### 日本郵便
- 郵便番号 : 444-0849[4]（集配局：岡崎郵便局[13]）。

## 参考資料
- 「角川日本地名大辞典」編纂委員会 編『角川日本地名大辞典 23 愛知県』角川書店、1989年3月8日。ISBN 4-04-001230-5。
- 有限会社平凡社地方資料センター 編『日本歴史地名体系第23巻 愛知県の地名』平凡社、1981年。ISBN 4-582-49023-9。